# Casqueta
Les casquetes, també anomenades pastissets, són un producte típic de les Terres de l'Ebre (Matarranya, els Ports, Terra Alta, Ribera d'Ebre, Baix Ebre i Montsià). També amb el nom de pastisset, farcits de carabassa, ametlla o moniato (coneguts com a pastissets de moniato), són típiques de tot el País Valencià, en especial a la Ribera del Xúquer, la Marina, la Vall d'Albaida, la Costera, Horta de València, el Camp de Túria, la Plana i el Maestrat. A Catalunya reben el mateix nom i son molt típics especialment a Tarragona i Lleida; mentre que a Mallorca hi ha una preparació semblant que rep el nom de rubiol.
Una de les fórmules (Amposta) és amb oli, farina, ous i barreja (mig got de moscatell i mig d'anís). Se solen farcir de confitura de cabell d'àngel, pasta de moniato, ametlla o mató.
A l'Alt Maestrat, els pastissets farcits de brull reben el nom de flaons.
A Menorca, els pastissets són unes pastes en forma de flor, que es mengen per a acompanyar el cafè i són molt tradicionals a les festes majors.
Cal dir també que a la majoria de comarques del País Valencià —i particularment les anomenades «Comarques centrals» i també a la Plana— els pastissets o pastissos també són els preparats amb la mateixa forma però feta amb diferents ingredients (farina, oli, sal i rent) i que van farcits de mescla salada. Generalment són farcits d'un fregit de pebre i tomaca amb tonyina (de vegades anomenat «pastisset de peix»), d'espinacs, de tomata o bledes (pastisset de verdura), de ceba fregida i pésols, encara que poden estar preparats amb diferents tipus de mescla.

## Origen
Se sap que ja es menjaven a l'edat mitjana, entre altres coses perquè es mencionen a L'Espill de Jaume Roig, al segle xv.